# Economia do Pará

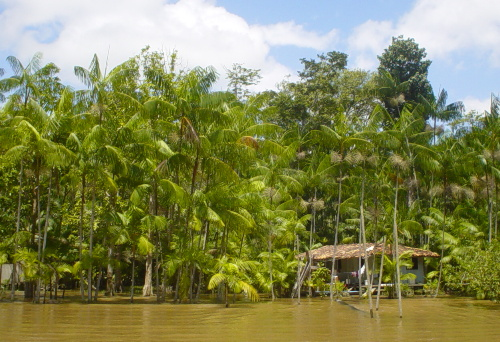
Açaizeiros no Pará

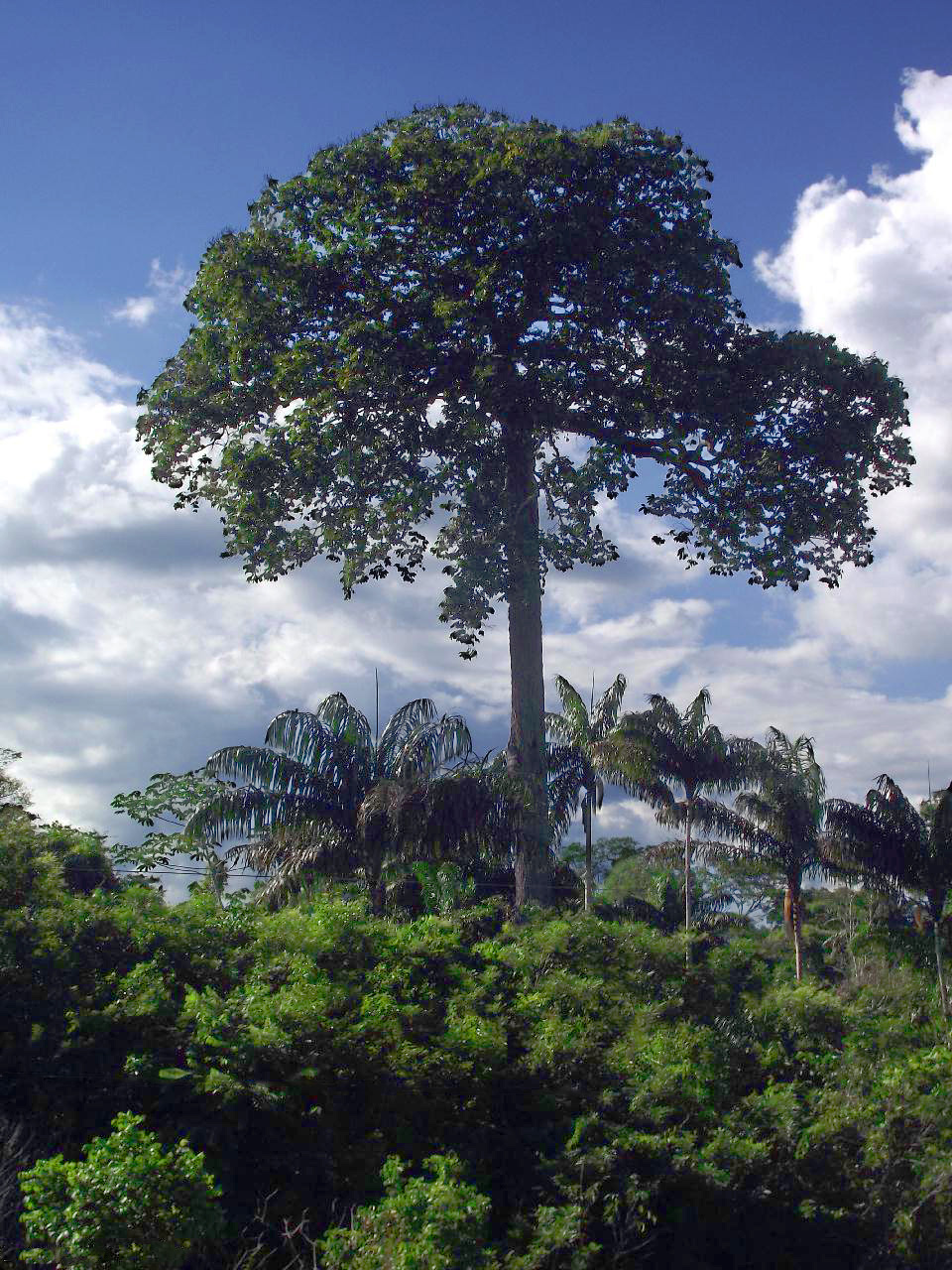
Castanheira perto de Marabá-PA

A economia do Pará baseia-se no extrativismo mineral (ferro, cobre, bauxita, manganês, ouro, níquel, estanho, calcário), vegetal (madeira), na agricultura, pecuária, indústria e no turismo.
Segundo os dados do IBGE (2020), o PIB do Pará é o décimo maior do país atingindo R$ 215,9 bilhões de reais em 2020. Todavia, o PIB per capita foi de R$ 24.846,62 (16º lugar no ranking nacional).
A mineração é atividade preponderante na região sudeste do estado, sendo Parauapebas a principal cidade que a isso se dedica. Já as atividades agrícolas são mais intensas na região nordeste do estado, onde destaca-se o município de Castanhal; a agricultura também se faz presente, desde a década de 1960, ao longo da malfadada Rodovia Transamazônica (BR-230), mas principalmente ao longo da BR-158, BR-010 e BR-316.

## Serviços
O setor de serviços se concentra na Região Metropolitana de Belém, que em 2016 era a 14º maior do Brasil em população e a 19º em PIB. A Região Metropolitana de Santarém e a Região Integrada de Desenvolvimento do Bico do Papagaio (em fase de implantação),com sede em Marabá, tem crescido na oferta de serviços e são polos secundários no Estado.
Há predomínio bastante visível do setor terciário na economia da Região Metropolitana de Belém, que de maneira geral é reflexo de um fenômeno que vem se consolidando pelo menos desde a metade da década de 1970, quando teve início uma redução sistemática na participação da indústria no Produto Interno Bruto da RMB, como reflexo da integração da Região Norte à economia brasileira. Em período mais recente, particularmente nos anos 1990, esse fenômeno também reflete o processo de abertura financeira e comercial do país e de mudança de rumo das políticas de incentivo fiscal para a industrialização regional. Esse predomínio do terciário superior pode ser observado na composição geral das atividades econômicas, com a presença significativa de empresas privadas de porte regional e mesmo nacional, como nos casos dos Grupos Líder e Y. Yamada, no setor de supermercados e lojas de departamento, atuando no varejo e no atacado. Além dos empreendimentos privados do terciário, a economia metropolitana é fortemente dependente dos gastos do Estado, tanto a partir de políticas sociais de expansão da infraestrutura logística, social e urbana, quanto por meio de políticas redistributivas. No período mais recente, considerando os dados entre 2006 a 2014, houve uma dinâmica de expansão econômica seguida de uma forte desaceleração para o período de 2014 a 2016. No caso da RMB, o crescimento do PIB no primeiro período (2,70% a.a.) foi acompanhado de uma retração no período seguinte (-3,63%), fortemente influenciada pela Indústria, que retraiu fortemente entre 2014 e 2016 na RMB (-10,71% a.a). O período de expansão se consolidou uma infraestrutura logística importante para que a RMB se viabilizasse como um polo de circulação de bens e mercadorias na Região Norte.

## Agricultura
O Pará é o maior produtor de mandioca, açaí, abacaxi, palma e cacau do Brasil e está entre os maiores do Brasil na produção de pimenta-do-reino (2º lugar), coco (3º lugar) e banana (6º lugar). São Félix do Xingu é um dos municípios com maior produção de banana do país.
Na produção de mandioca, o Brasil produziu um total de 17,6 milhão de toneladas do produto em 2018. O Pará foi o maior produtor nacional, com 3,8 milhão de toneladas produzidas.
Em 2019, o Pará produzia 95% do açaí no Brasil. O estado comercializa mais de 1,2 milhão de toneladas do fruto para outros estados. O valor passa de US$ 1,5 bilhão, cerca de 3% do PIB do estado. O segundo maior produtor de açaí do Brasil é o Amazonas (52 mil toneladas), seguido por Roraima (3,5 mil toneladas).
Em 2018, o Pará foi o maior produtor brasileiro de abacaxi, com 426 milhões de frutos colhidos. Em 2017, o Brasil era o 3º maior produtor mundial (perto de 1,5 bilhão de frutos colhidos em cerca de 60 mil hectares). É a quinta fruta mais cultivada no País. O sudeste do Pará tem 85% da produção estadual: as cidades de Floresta do Araguaia (76,45%), Conceição do Araguaia (8,42%) e Salvaterra (3,12%) lideravam o ranking neste ano. Floresta do Araguaia também possui a maior indústria de suco concentrado da fruta do Brasil, exportando para os países da União Europeia, Estados Unidos e Mercosul.
O Pará também é um dos maiores produtores brasileiros de coco. Em 2019, era o 3º maior produtor do país, com 191,8 milhões de frutos colhidos, perdendo apenas para a Bahia e o Ceará.
O Pará é o 2º maior produtor brasileiro de pimenta-do-reino, com 34 mil toneladas colhidas em 2018.
A castanha do Pará sempre foi um dos principais produtos do extrativismo do Norte do Brasil, com coleta no chão da floresta. Porém, nas últimas décadas, foi criado o cultivo comercial da castanheira. Já existem propriedades com mais de 1 milhão de pés de castanheira para produção em larga escala. As médias anuais de produção no Brasil variavam entre 20 mil e 40 mil toneladas por ano em 2016. As castanheiras também são boas fornecedoras de madeira de qualidade.

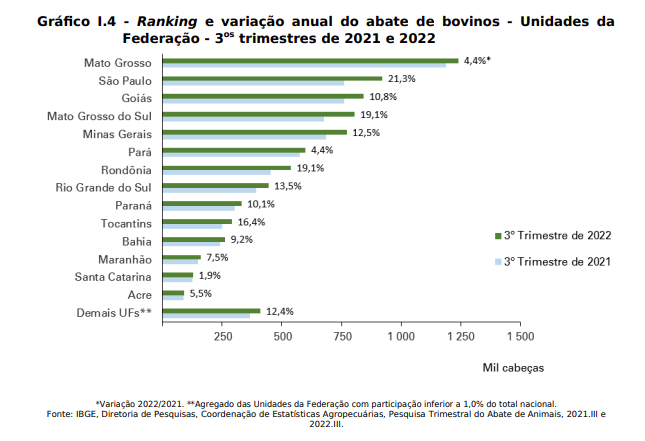
Variação e acumulado de abates bovinos em 2021

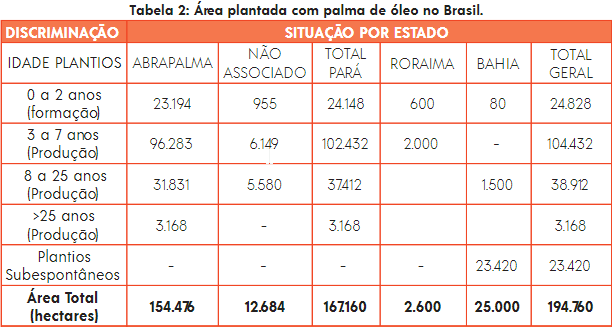
Área plantada de palma em 2016

Na produção de cacau, o Pará vem disputando com a Bahia a liderança da produção brasileira. Em 2017 o Pará obteve a liderança pela primeira vez. Em 2019, os paraenses colheram 135 mil toneladas de cacau, e os baianos, 130 mil toneladas. A área de cacau da Bahia é praticamente três vezes maior do que a do Pará, mas a produtividade do Pará é praticamente três vezes maior. Alguns fatores que explicam isto são: as lavouras da Bahia são mais extrativistas, e as do Pará tem um estilo mais moderno e comercial, além dos paraenses usarem sementes mais produtivas e resistentes, e à sua região propiciar resistência à vassoura-de-bruxa. Rondônia é o 3º maior produtor de cacau do país, com 18 mil toneladas colhidas em 2017.
O Estado do Pará possui grande protagonismo na cultura do óleo de palma, com 88% da área plantada, seguido pelos Estados da Bahia (11%) e de Roraima (1%). A atividade estimula a geração de uma considerável quantidade de oportunidade de negócios e ocupação de trabalhadores no entorno dos projetos implantados como foram identificados nos acompanhamentos das atividades em relação a agenda do trabalho decente e a responsabilidade social da cadeia de valor nos 23 municípios do estado do Pará, o que hoje correspondem com cerca de 1.200 agricultores familiares associados a uma agroindústria de óleo de palma. Após 2010 verifica-se um avanço no nível social dos 23 municípios onde está presente a cadeia da palma de óleo, como a contribuição de quatro indicadores sociais que o índice Firjan considera como geração de emprego, renda, saúde e educação. Destaque para os municípios de Igarapé Mirim, Mãe do Rio, Santa Barbara, Irituia, São Francisco do Pará, Igarapé Açú, Terra Alta, Santa Isabel e Castanhal.
Nos últimos anos, com a expansão da cultura da soja por todo o território nacional, e também pela falta de áreas livres a se expandir nas regiões sul, sudeste e até mesmo no centro-oeste (nas quais a soja se faz mais presente), as regiões sudeste e sudoeste do Pará tornaram-se uma nova área para essa atividade agrícola. Pela rodovia Santarém-Cuiabá (BR-163) é escoada boa parte da produção sojeira do Mato Grosso, que segue até o porto de Santarém, aquecendo a economia da cidade tanto pela exportação do grão como pela franca expansão de seu plantio: a produção local já representa 5% do total de grãos exportados. Na safra 2019, o Pará colheu perto de 1,8 milhão de toneladas de soja, número ainda pequeno perante a produção brasileira de 120 milhões de toneladas neste ano, mas que vem em constante crescimento nos estados do Norte.

### Óleo e gás, novas Ferrovias e rota da soja

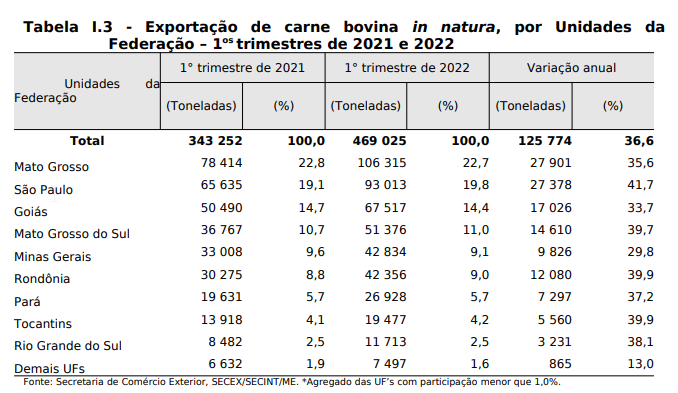
Maiores Exportadores de carne bovina in natura em 2021

O Pará tem a perspectiva de receber grandes projetos de investimento como a exploração e produção de Petróleo nas Bacias Pará-Maranhão e Amapá, a construção de gasodutos que o conectem ao sistema nacional,  o prolongamento da Ferrovia Norte-Sul de Açailândia ao Porto de Barcarena, a construção de Ferrogrão, que ligaria o Mato Grosso até o Porto de Miritituba (Itaituba). Esses projetos de infraestrutura permitiriam integrar o estado na cadeia de produção e exportação de grãos e minérios. Por outro lado serviriam para a importação de combustíveis e fertilizantes. Os debates sobre esses projetos giram em torno da possiblidade de desenvolvimento econômico para as populações envolvidas, das externalidades ambientais e da necessidade de verticalização industrial no Estado.

O Novo Programa de Aceleração do Crescimento (PAC) vai investir R$ 75,2 bilhões no Pará entre 2023 e 2026.

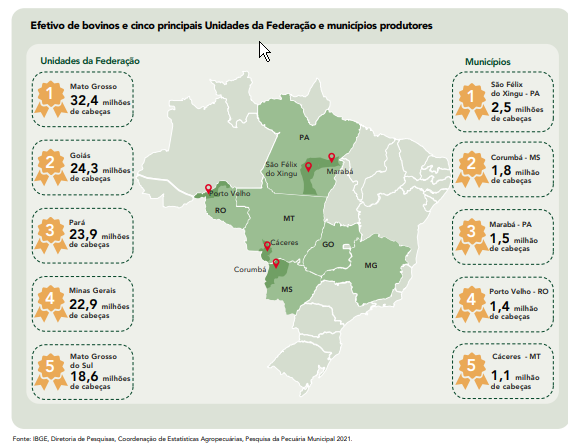
Efetivo de bovinos em 2021

## Pecuária
Segundo o IBGE, a pecuária é mais presente no sudeste do estado, que possui um rebanho calculado em mais de 23,9 milhões de cabeças de bovinos em 2021 (3º lugar no Brasil). São Félix do Xingu, localizado no estado do Pará, é o município brasileiro com maior rebanho bovino. Com mais de 2,4 milhões de cabeças, o município tem a pecuária de corte como principal atividade econômica. O estado é o 6º que mais abate bovinos e 7° maior exportador de carne in natura.

## Indústria
A indústria do estado concentra-se mais na região metropolitana de Belém, com os distritos industriais de Icoaraci, Ananindeua e futuramente em Castanhal, e também vem se consolidando em municípios como Barcarena e Marabá através de investimentos na verticalização dos minérios extraídos, como bauxita e ferro, que ao serem beneficiados, agregam valor ao se transformarem em alumínio e aço no próprio Estado. Pela característica natural da região, destacam-se também como fortes ramos da economia as indústrias madeireira e moveleira, tendo um polo moveleiro instalado no município de Paragominas.

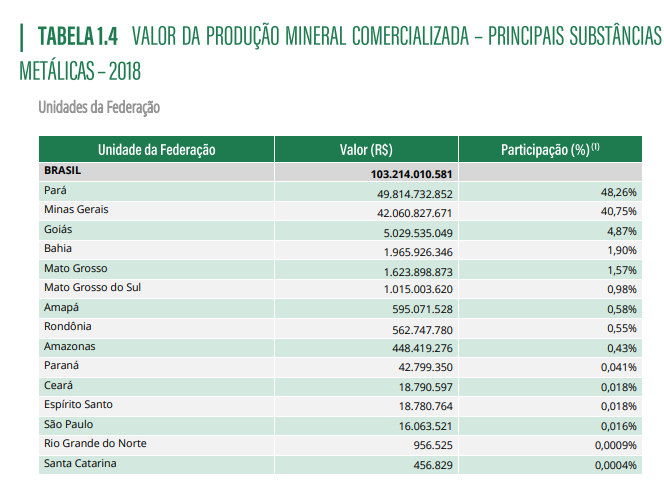
Valor da produção mineral comercializada em 2018 segundo o Anuário Mineral Brasileiro 2018, Mineral Agência Mineral Nacional (AMN).

O extrativismo mineral vem desenvolvendo uma indústria metalúrgica cada vez mais significativa. Em 2019, o Pará deteve a maior participação na produção nacional de alumínio (90%), manganês (69%) e cobre (64%). Possui a segunda maior participação na produção brasileira de estanho (41%), ferro (40%) e ouro (25%). Contando a produção e o beneficiamento de minerais o Pará e o líder nacional em valor de produção comercializada (48% de participação no mercado). No município de Barcarena é beneficiada boa parte da bauxita extraída no município de Paragominas e na região do Tapajós em Oriximiná. No momento Barcarena é um grande produtor de alumínio, e sedia uma das maiores fábricas desse produto no mundo, boa parte é exportado, o que contribui para o município desenvolver um dos principais portos do Pará, no distrito de Vila do Conde. O Porto de Vila do Conde teve uma movimentação de 3,8 milhões de toneladas no 4º trimestre de 2021 – um aumento de 7,14% do mesmo período do ano anterior (7º lugar no Brasil). Atualmente, é administrado pela CDP e se destaca como um dos grandes portos do Norte brasileiro com suas movimentações de granéis minerais, agrícolas, líquidos, carga viva, carga geral e containers. Devido a seu posicionamento geográfico e grandes extensão de seus 10 berços de atracação com profundidade entre 12m a 23m, fácil acesso marítimo, fluvial e rodoviário, ampla disponibilidade de áreas para expansão, o porto se torna uma eficiente ligação com o resto do mundo.
Ao longo da Estrada de Ferro Carajás, que vai da região sudeste do Pará até São Luís do Maranhão, é possível atestar a presença crescente de siderúrgicas. O governo federal implementou em Marabá um polo siderúrgico e metalúrgico, além das companhias já presentes na cidade. O polo siderúrgico de Marabá utilizava intensamente o carvão vegetal para aquecer os fornos que produzem o ferro gusa, contribuindo assim, para a devastação mais rápida das florestas nativas da região. Mas recentemente este cenário vem mudando, as indústrias estão investindo no reflorestamento de áreas devastadas e na produção de carvão do coco da palmeira Babaçu, que não devasta áreas da floresta nativa porque consiste somente na queima do coco e não do coqueiro, este é produzido principalmente no município de Bom Jesus do Tocantins.

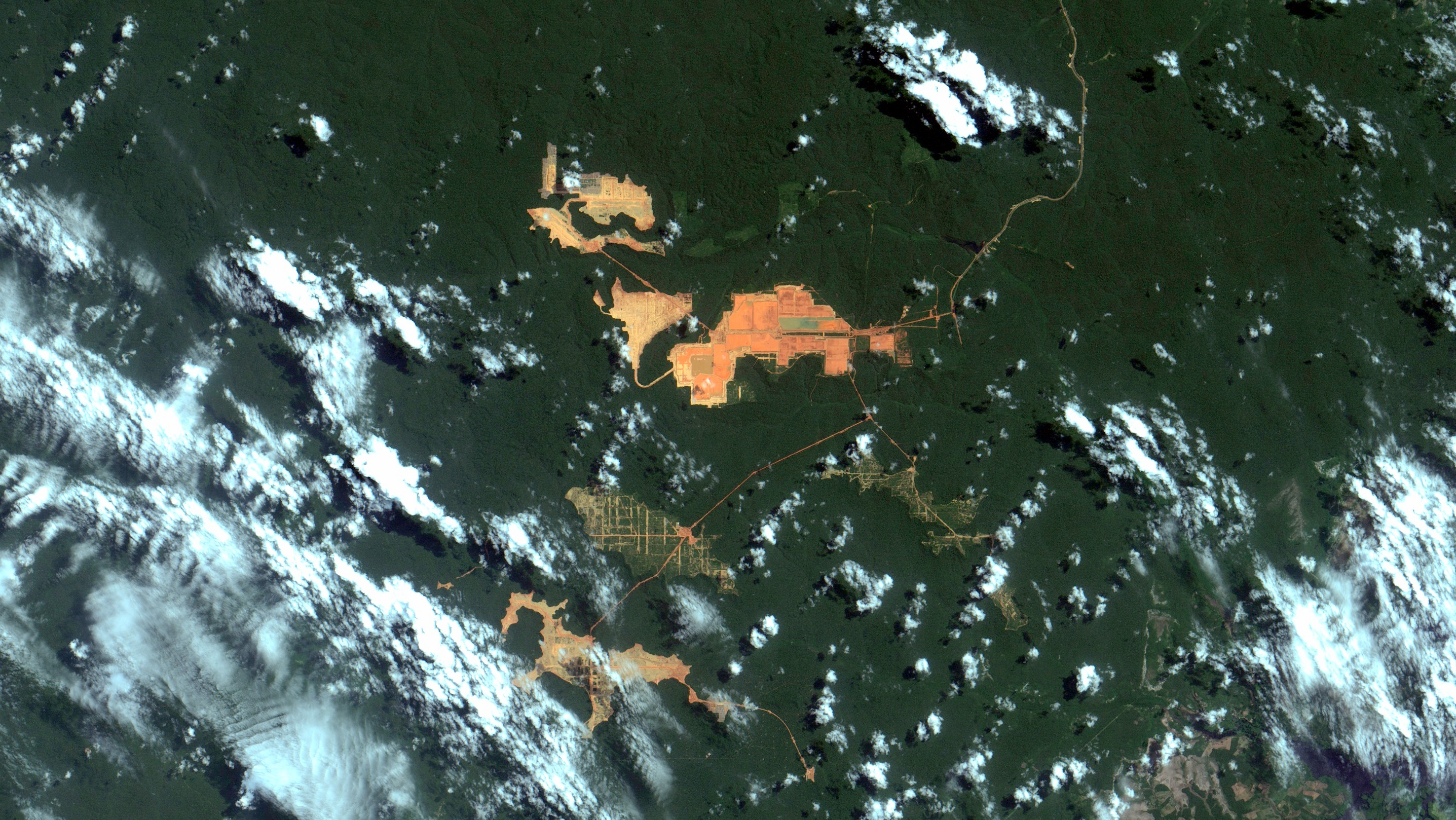
Extração de bauxita no Pará

No ano de 2017, em termos de produção comercializada, no setor de minério de ferro, o Pará foi o 2º maior produtor nacional, com 169 milhões de toneladas (dos 450 milhões produzidos pelo país), a um valor de R$ 25,5 bilhões. No cobre, o Pará produziu quase 980 mil toneladas (das 1,28 milhões de toneladas do Brasil), a um valor de R$ 6,5 bilhões. No alumínio (bauxita), o Pará realizou quase toda a produção brasileira (34,5 de 36,7 milhões de toneladas) a um valor de R$ 3 bilhões. No manganês, o Pará realizou grande parte da produção brasileira (2,3 de 3,4 milhões de toneladas) a um valor de R$ 1 bilhão. No ouro, o Pará foi o 3º maior produtor brasileiro, com 20 toneladas a um valor de R$ 940 milhões. No níquel, o Pará foi o 2º em produção, tendo obtido 90 mil toneladas a um valor de R$ 750 milhões. Já no estanho, o Pará foi o 3º maior produtor (4,4 mil toneladas, a um valor de R$ 114 milhões). O Pará teve 42,93% do valor da produção mineral comercializada do Brasil, com quase R$ 38 bilhões.
Devido á proximidade das minas de minério de ferro, foi criada a Siderúrgica Norte Brasil (Sinobras) em Marabá-PA. Em 2018, a empresa produziu 345 mil toneladas de aço bruto, dos 35,4 milhões produzidos no país.
O Pará tinha em 2017 um PIB industrial de R$ 43,8 bilhões, equivalente a 3,7% da indústria nacional. Empregava 164.989 trabalhadores na indústria. Os principais setores industriais são: Extração de Minerais Metálicos (46,9%), Serviços Industriais de Utilidade Pública, como Energia Elétrica e Água (23,4%), Construção (14,8%), Metalurgia (4,3%) e Alimentos (4,3%). Estes 5 setores concentram 93,7% da indústria do estado.

## Comércio internacional

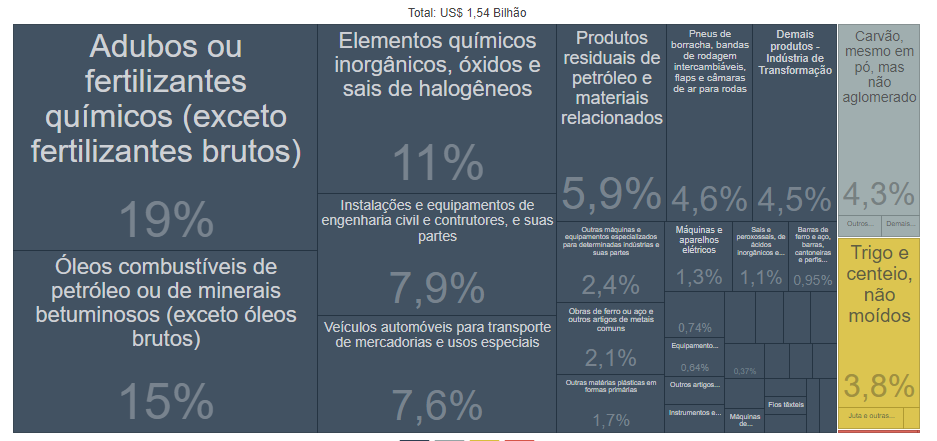
Importações do Pará em 2021 segundo o Governo Federal

Segundo o Portal Comexstat do governo Federal, em 2021, a Balança comercial do Pará foi largamente superavitária:
- Exportações: US$ 29,5 bilhões
- Importações: US$ 1,54 bilhãoAs 10 UFs exportadoras em 2021 segundo o governo Federal

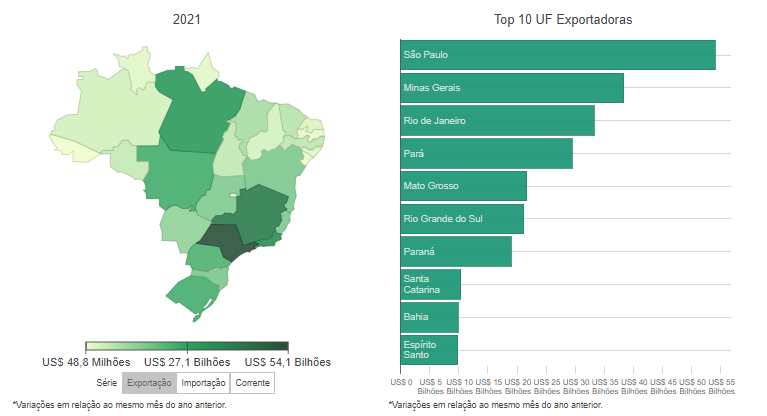
As 10 UFs exportadoras em 2021 segundo o governo Federal

O Pará é o 4º estado exportador do Brasil com 10,55% de participação em 2021. E 2021, os principais produtos exportados fora:
- 1º Minério de ferro e seus concentrados - 74%
- 2º Minério de cobre e seus concentrados - 8,5%
- 3º Alumina - 5,3%
- 4º Soja - 2,7%
- 5º Carne bovina - 1,4%
- 6º Ferro gusa e outros produtos de metalurgia  - 1,3%
- 7º Alumínio - 1,2%
- 8º Demais produtos indústria extrativa - 1,2%
- 9º Ouro - 1%
- 10º Demais produtos da indústria de transformação - 0,6%

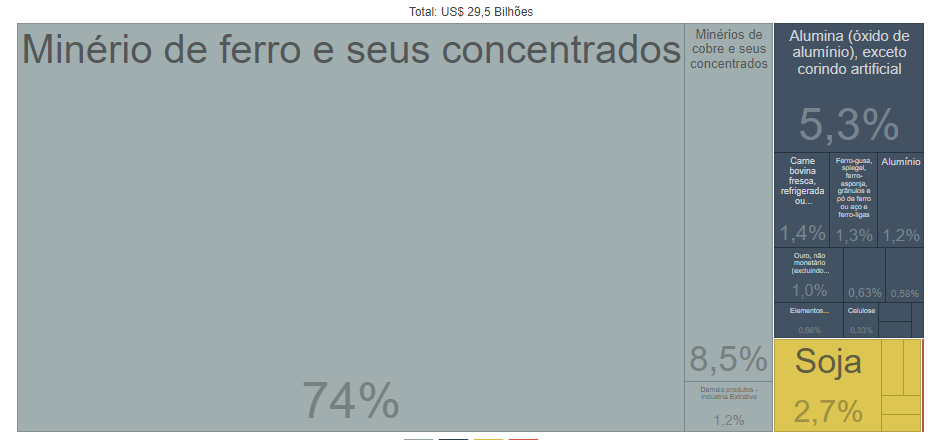
Exportações do Pará em 2021 segundo o governo Federal

Em 2021, os principais produtos importados foram: 

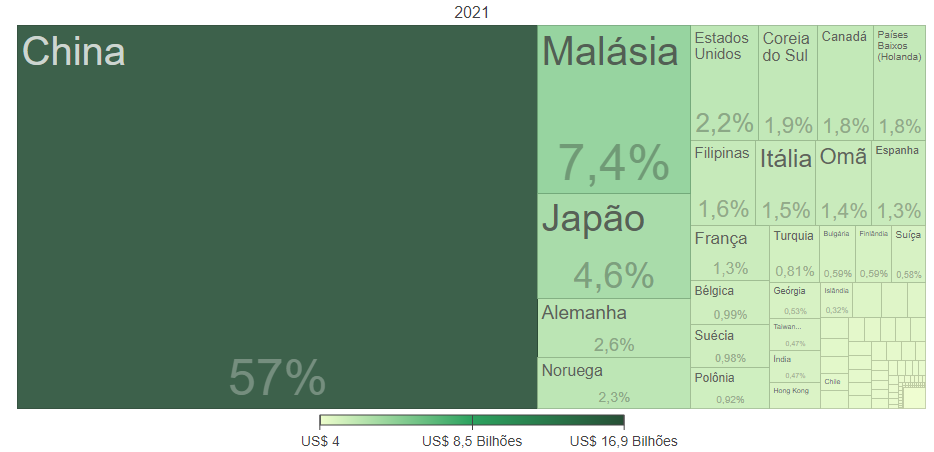
Parceiros de exportação em 2021 segundo os dados do Governo Federal

- 1º Adubos e fertilizantes químicos - 19%
- 2º Óleos combustíveis - 15%
- 3º Elementos químicos inorgânicos - 11%
- 4º Instalações e equipamentos de engenharia civil e construtores - 7,9%
- 5º Veículos automóveis para transporte de mercadorias  - 7,6%
- 6º Produtos residuais de petróleo - 5,9%
- 7º Pneus e câmaras 4,6%
- 8º Demais produtos da indústria de transformação 4,5%
- 9º Carvão - 4,3%
- 10º Trigo e centeio - 3,8%

Em 2021, os principais parceiros de exportação foram China (57%), Malásia (7,4%), Japão (4,6%), Alemanha (2,6%) e Noruega (2,3%).

Em 2021, Os principais de importação Estados Unidos (47%), Rússia (8%), China (6%), Colômbia (4,2%) e Argentina (4,2%). 

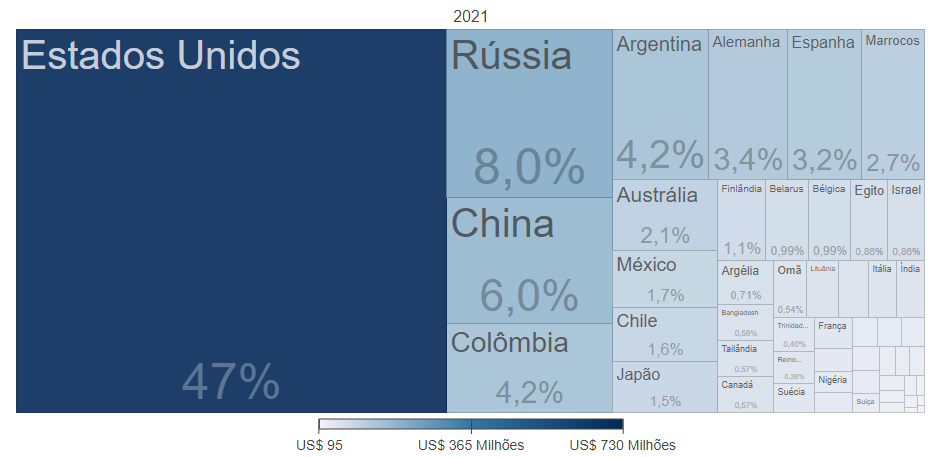
Parceiros de importação em 2021 segundo os dados do Governo Federal

## Geração hidrelétrica
O Pará possui 4 das dez maiores usinas hidrelétricas do Brasil em capacidade instalada. Belo Monte e Tucuruí estão entre as seis maiores usinas do mundo juntamente com Itaipu. Segundo o Anuário da EPE, em 2020, o estado se destacou na produção de energia elétrica:
- Capacidade instalada 20.487 MW (11,7% do total nacional, 1º no ranking nacional).
- Geração de energia: 60.793 GWh (9,8% do total nacional, 4º no ranking nacional).
- Consumo: 19.525 GWh (4,1% do total nacional, 8º no ranking nacional).

## Crescimento econômico
O Pará mantém uma trajetória de crescimento do PIB acima da média nacional, desde o ano de 1998. Sua participação no PIB brasileiro, que era de 1,70 % em 1998, passou para 2% em 2004, colocando-o na 13ª posição entre os estados brasileiros. A taxa de crescimento do PIB paraense foi 5,30% e 6,61% em 2003 e 2004, contra uma média nacional de 1,10% e 5,74%. Mantidas as atuais taxas de crescimento, o PIB do Pará atingirá o valor aproximado de 50 bilhões em 2010. O PIB do Pará passou de 2,4% em 2019 para 2,8% do PIB do Brasil em 2020, ultrapassando o estado de Pernambuco e se tornando a décima maior economia do Brasil e segunda das Regiões Norte e Nordeste, atrás apenas da Bahia. Ressalta-se que a base da economia do estado é pouco diversificada, concentrada em commodities e deve ser verticalizada.